# Degerby
Degerby une  ancienne municipalité de l'Uusimaa en Finlande.

## Histoire
Le 1er janvier 1946 Degerby a rejoint Inkoo.
En 1923, la superficie de Degerby était de 82,4 km2 et en 1944 elle comptait 1 400 habitants.